# Большой мажорный септаккорд
Большо́й мажо́рный септакко́рд — септаккорд, состоящий из большой терции, чистой квинты и большой септимы.

## Общие сведения
Особенностью большого мажорного септаккорда (как и малого минорного септаккорда) является то, что в его состав входят два трезвучия противоположного наклонения. В контексте гармонической тональности структурно большими мажорными септаккордами являются тонический и субдоминантовый септаккорды натурального мажора, септаккорды III и VI ступеней (верхней и нижней медиант) натурального минора (последний возможен и в гармоническом виде).

## Обращения
| Вид              | Название                          | Состав             | Обозначение |
| ---------------- | --------------------------------- | ------------------ | ----------- |
| Основной аккорд  | Большой мажорный септаккорд       | б. 3 + м. 3 + б. 3 | ББ7         |
| Первое обращение | Большой мажорный квинтсекстаккорд | м. 3 + б. 3 + м. 2 | ББ65        |
| Второе обращение | Большой мажорный терцквартаккорд  | б. 3 + м. 2 + б. 3 | ББ43        |
| Третье обращение | Большой мажорный секундаккорд     | м. 2 + б. 3 + м. 3 | ББ2         |

Обращениями большого мажорного септаккорда являются квинтсекстаккорд, терцквартаккорд и секундаккорд, состоящие из больших и малых терций, а также малой секунды, являющейся обращением большой септимы.
Например, большой мажорный септаккорд, построенный от звука «до», и его обращения содержат звуки «до», «ми», «соль» и «си», и звучат как одновременно взятые большое трезвучие от звука «до» и малое трезвучие от звука «ми».

## В эстрадной и джазовой музыке
Большой мажорный септаккорд часто применяется в качестве ладового центра в джазовых композициях. Более яркое, «джазовое» звучание отличает мажорные септаккорды от доминантсептаккордов и минорных септаккордов.
В эстрадно-джазовой цифровке большой мажорный септаккорд обозначается как 7+, maj7, M7, +7, Δ.

## В классической музыке
Большие септаккорды не характерны для музыки классиков (и, соответственно, для музыки более ранних стилей) и стали встречаться главным образом со второй половины XIX века.